# Steliano Filip
Steliano Filip (Bodzavásár, 1994. május 15. –) román válogatott labdarúgó.
A román válogatott tagjaként részt vett a 2016-os Európa-bajnokságon.

## Pályafutása

### Klubcsapatokban
Hétévesen Temesváron kezdett el futballozni. 2011 nyarán, 17 évesen a MU Baia Mare-hoz került. 2012 nyarán az első osztályú Dinamo București szerződtette, ahol kezdetben nem csak az első, hanem a második csapatban is játszott. A 2013–14-es szezonban alapember lett a Dinamóban az 1. Ligában, majd négy évvel később megnyerte a Román ligakupát. 2018 januárjában a horvát első osztályú Hajduk Splithez igazolt egy évre. Ezután a  Dunărea Călărași és az Viitorul Constanța voltak a következő állomások, mielőtt a görögországi AÉL-hez került. A 2021–22-es szezonban a Dinamo București csapatát erősítette. 2023-től Magyarországon játszik, a Mezőkövesd együttesében.

### A válogatottban
2011 és 2015 között Filip összesen 19 mérkőzést játszott különböző román ifjúsági válogatottban.
2014 márciusának elején hívták be a felnőtt válogatottba az Argentína elleni barátságos mérkőzésre, de nem játszott. 2015. november 17-én mutatkozott be az Olaszország elleni barátságos mérkőzésen (2–2), amikor a 83. percben lépett pályára Răzvan Raț helyére. A 2016-os labdarúgó-Európa-bajnokságon bekerült a román keretbe, a Svájc elleni második találkozón játszott.

#### Mérkőzései a román válogatottban
| #  | Dátum               | Ellenfél      | Eredmény | Kiírás              | Esemény |
| -- | ------------------- | ------------- | -------- | ------------------- | ------- |
| 1. | 2015. november 17.  | Olaszország   | 2 – 2    | barátságos mérkőzés | 83'     |
| 2. | 2016. március 23.   | Litvánia      | 1 – 0    | barátságos mérkőzés | 86'     |
| 3. | 2016. március 27.   | Spanyolország | 0 – 0    | barátságos mérkőzés |         |
| 4. | 2016. május 29.     | Ukrajna       | 3 – 4    | barátságos mérkőzés | 46'     |
| 5. | 2016. június 15.    | Svájc         | 1 – 1    | Eb-csoportkör       | 56'     |
| 6. | 2016. szeptember 4. | Montenegró    | 1 – 1    | Vb-selejtező        |         |
| 7. | 2016. november 15.  | Oroszország   | 0 – 1    | barátságos mérkőzés | 66'     |

## Sikerei, díjai
- Román ligakupagyőztes (1): 2017